# Wolfgang Sander-Beuermann

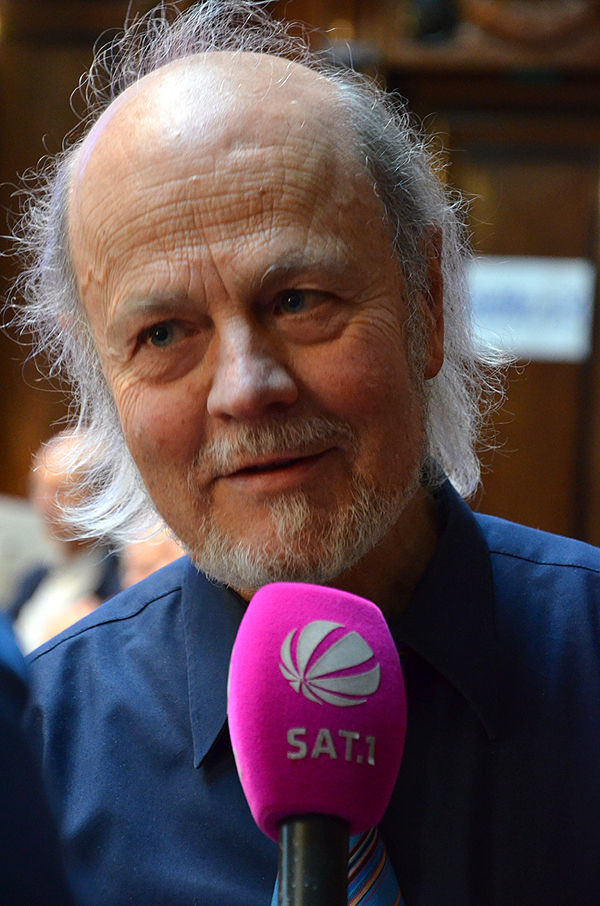
Wolfgang Sander-Beuermann (2014)

Wolfgang Sander-Beuermann (* 11. Juli 1947 in Göttingen) ist ein deutscher Ingenieur und war vom Juli 2004 bis Januar 2019 geschäftsführendes Vorstandsmitglied des Vereins Suma e.V., der die Metasuchmaschine MetaGer betreibt.

## Leben
Sander-Beuermann studierte nach dem Besuch des Northeimer Gymnasiums Corvinianum von 1969 bis 1974 Maschinenbau in der Fachrichtung Thermodynamik an der Universität Hannover. Von 1974 bis 1980 war er wissenschaftlicher Mitarbeiter am Institut für Thermodynamik der Universität Hannover, wo er am 12. Februar 1980 promoviert wurde.
Von 1980 bis 1981 folgte ein Aufenthalt als Post-Doc-Stipendiat des DAAD an der University of California, Santa Barbara. Nach seiner Rückkehr aus den USA übernahm Sander-Beuermann die stellvertretende Leitung des Erfinderzentrums Norddeutschland (EZN) der Fraunhofer-Gesellschaft. Danach folgte eine Tätigkeit als wissenschaftlicher Mitarbeiter am Institut für Strömungsmechanik und Elektronisches Rechnen im Bauwesen der Universität Hannover.
Vom 1. Februar 1986 bis zu seiner Pensionierung am 30. September 2012 war Sander-Beuermann im Regionalen Rechenzentrum für Niedersachsen im Bereich der Entwicklung und des Aufbaus von Suchmaschinen tätig. Insbesondere betrieb er seit 1996 den Aufbau der Metasuchmaschine MetaGer.
Im Juli 2004 gründete Wolfgang Sander-Beuermann den Gemeinnützigen Verein zur Förderung der Suchmaschinen-Technologie und des freien Wissenszugangs, 2009 umbenannt in SUMA-EV – Verein für freien Wissenszugangs (Suma e. V.). In dem Verein war er fast 15 Jahre bis zum 31. Januar 2019 Mitglied des Vorstandes und zugleich dessen Geschäftsführer.